# Абдыкадыров, Джалил
Джалил Абдыкадыров (кирг. Жалил Абдыкадыров; 1932, Чырак, Киргизская АССР — 1984, Фрунзе) — киргизский советский театральный режиссёр, прозаик, драматург, переводчик, заслуженный деятель искусств Киргизской ССР (1964), лауреат государственной премии Киргизской ССР имени Токтогула Сатылганова (1986).
Один из основоположников киргизской профессиональной театральной режиссуры.

## Биография
В 1946 году окончил педагогическое училище им. Горького в городе Пржевальск, в 1954 году — театральный факультет Ташкентского государственного театрально-художественного института им. А. Н. Островского.
В 1954—1960 — руководитель Иссык-Кульского областного музыкально-драматического театра имени Касымалы Джантошева, в 1960—1961 — режиссёр Киргизского драматического театра, в 1961—1973 — главный режиссёр Республиканского академического театра драмы, в 1973—1977 — главный редактор отдела советской литературы Государственного комитета по вопросам телевидения и радиовещания, в 1977—1980 — директор Нарынского музыкально-драматического театра.
С 1980 — профессор Республиканского государственного института искусств.
С 1982 — директор академического драматического театра, в течение 1983—1984 работал в качестве исполняющего обязанности директора Киргизского академического драматического театра Киргизской ССР.

## Творчество
Талантливый театральный режиссёр. Поставил целый ряд спектаклей, но и в более чем 80 других театрах зарубежья. Будучи главным режиссёром киргизского академического театра драмы и других драматических театров республики, им осуществлены крупные постановки более чем 80 спектаклей, шедших с неизменным аншлагом не только на сценах Киргизии, но и Москвы.
С коллективом Киргизского государственного ордена Трудового Красного знамени академического театра драмы Дж. Абдыкадыров принимал участие в декаде киргизского искусства и литературы в Москве в 1964 г. Московская пресса тех лет отмечала, что режиссёр Джалил Абдыкадыров стал «золотой находкой для киргизского театрального искусства» того времени и для киргизского народа в целом.

## Избранные постановки
- «Курманбек» К. Жантошев (1960),
- «Судьба отца» Б. Жакиев (1960),
- «Стряпуха» А. Сафронов (1962),
- «Король Лир» В. Шекспир (1965),
- «Любовь Яровая» К. Тренёв (1965),
- «Палата» С. Алёшин (1966),
- «Ох эти девушки», Байсеитов и Шангытбаев (1967),
- Ч. Айтматов, «Джамиля», «Первый учитель» (1962), «Лицом к лицу» (1967),
- «Любовь на рассвете» Я. Галан,
- «Забытый человек» Назым Хикмет (1968),
- «Васса Железнова» Максим Горький (1969),
- «Зерно бессмертия» А. Токомбаев (1970),
- «Сивый скакун» Ш. Садыбакасов (1972),
- «Дочь Атабека» (1963), «Бюро продолжается» (1966), «Аширбай» (1980) Т. Абдумомунова,
- «Олжобай и Кишимжан» Дж. Абдыкадырова (1980),
- «Семетей сын Манаса» Ж. Садыков (1982),
- «Ашырбай» Т. Абдумомунов,
- «Бунт невесток» С. Ахмада (1984) и ряд других постановок, вошедших в золотой фонд киргизского театрального искусства.

Перевёл на киргизский язык произведения классиков и великих творцов прошлого и современности, ряд театральных пьес и песен.
Писатель и драматург, автор нескольких книг, стихов, рассказов, пословиц и др.
Одарённый театральный режиссёр, наставник и педагог нескольких поколений актёров Дж. Абдыкадыров проявил себя не только как талантливый режиссёр, теоретик и педагог, обладающий особым художественным чутьём и высокой профессиональной культурой, но и стал одним из основателей киргизской профессиональной театральной режиссуры, определившей новый этап в развитии киргизского драматического театра.

## Память
- Одна из центральных улиц Бишкека названа в честь Джалила Абдыкадырова.